# يعقوب حنا
يعقوب حنا (العبرية: יעקוב חנא)، (مواليد الرامة، 26 أغسطس 1979) عالم بيولوجيا ولد لأسرة عربية مسيحية تنتمي لفلسطينيي ال 48، ويعمل في مركز أبحاث الخلايا الجذعية في معهد وايزمان للعلوم في رحوفوت بعد عودته من فترة ابحاث ما بعد الدكتوراه في مؤسسة معهد ماساتشوستس للتقنية في ماساشوستس في الولايات المتحدة، عمل على ابتكار تقنيات رائده لاعادة برمجة خلايا بالغة وتحويلها إلى خلايا جذعية متعددة الأهداف لعلاج الأمراض، خصوصًا أمراض جهاز المناعة كالسكري والـ m.s.
يعتبر يعقوب يعقوب من أبرز الباحثين الشباب عالمياً بهذا المجال، وهو بين الباحثين البارزين في معهد وايزمان وجامعات هارفارد وبركلي.